# Solfara Salamone
La solfara Salamone o miniera Salamone  è stata una miniera di zolfo sita in provincia di Agrigento nei pressi del comune di Favara.
Essa, di proprietà del barone Mulone, era attiva nel 1839, mentre oggi è inattiva.

## Incidenti
Nel 1979 vi furono 6 morti per asfissia da anidride solforosa.